# Fox 2000 Pictures
Fox 2000 Pictures était un studio de production cinématographique créé en 1994 spécialisé dans la production de films indépendants à l'inverse de la société sœur 20th Century Studios. À la suite de l'Acquisition de 21st Century Fox par Disney, Disney a décidé de fermer Fox 2000 Pictures après la sortie de La Femme à la fenêtre, le 15 mai 2021.

## Historique
Division de la 20th Century Fox, Fox 2000 Pictures est créée en 1994 avec Laura Ziskin en tant que présidente. En mai 1997, le producteur Art Linson a déplacé sa bannière Knickerbocker Films de 20th Century Fox à Fox 2000 Pictures avec un accord de production exclusif de trois ans.
En 2000, Laura Ziskin a quitté la division et Elizabeth Gabler a été embauchée pour la remplacer. En février 2012, Gabler a renouvelé son contrat en tant que présidente de Fox 2000 Pictures.
Le 21 mars 2019, au lendemain de la finalisation de son achat de 21st Century Fox, The Walt Disney Company annonce la fermeture du studio Fox 2000 Pictures,,. le dernier film de Fox 2000 sera La Femme à la fenêtre, finalement retardé en raison de la pandémie de Covid-19 et sorti sur Netflix en 2021.

## Filmographie partielle
- 1996 : À l'épreuve du feu (Courage Under Fire) d'Edward Zwick
- 1996 : Un beau jour (One Fine Day) de Michael Hoffman
- 1997 : Les Années rebelles (Inventing the Abbotts) de Pat O'Connor
- 1997 : Volcano de Mick Jackson
- 1997 : Soul Food de George Tillman Jr.
- 1998 : Pas facile d'être papa (A Cool, Dry Place) de John N. Smith
- 1998 : La Ligne rouge (The Thin Red Line de Terrence Malick
- 1999 : Vorace (Ravenous) d'Antonia Bird
- 1999 : College Attitude (Never been kissed) d'Raja Gosnell
- 1999 : Les Aiguilleurs (Pushing Tin) de Mike Newell
- 1999 : Lake Placid de Steve Miner
- 1999 : Bangkok, aller simple (Brokedown Palace) de Jonathan Kaplan
- 1999 : Fight Club de David Fincher
- 1999 : Light It Up de Craig Bolotin
- 1999 : Ma mère, moi et ma mère (Anywhere But Here) de Wayne Wang
- 1999 : Anna et le Roi (Anna and the King) d'Andy Tennant
- 2005 : Walk the Line de James Mangold
- 2008 : Marley et moi (Marley and Me) de David Frankel
- 2012 : L'Odyssée de Pi (Life of Pi) d'Ang Lee
- 2015 : Le Pont des espions (Bridge of Spies) de Steven Spielberg
- 2015 : Joy de David O. Russell
- 2017 : La Montagne entre nous (The Mountain Between Us) de Hany Abu-Assad
- 2021 : La Femme à la fenêtre (The Woman in the Window) de Joe Wright